# Brasilocerus oberthuri
Brasilocerus oberthuri là một loài bọ cánh cứng trong họ Phengodidae. Loài này được Pic miêu tả khoa học năm 1955.